# Hyaloscotes fumosa
Hyaloscotes fumosa är en fjärilsart som beskrevs av Butler 1881. Hyaloscotes fumosa ingår i släktet Hyaloscotes och familjen säckspinnare. Inga underarter finns listade i Catalogue of Life.